# Santuario de Santa Maria della Stella
El ilustre Santuario de Santa Maria della Stella es un lugar de culto ubicado en Militello en Val di Catania.

## Historia

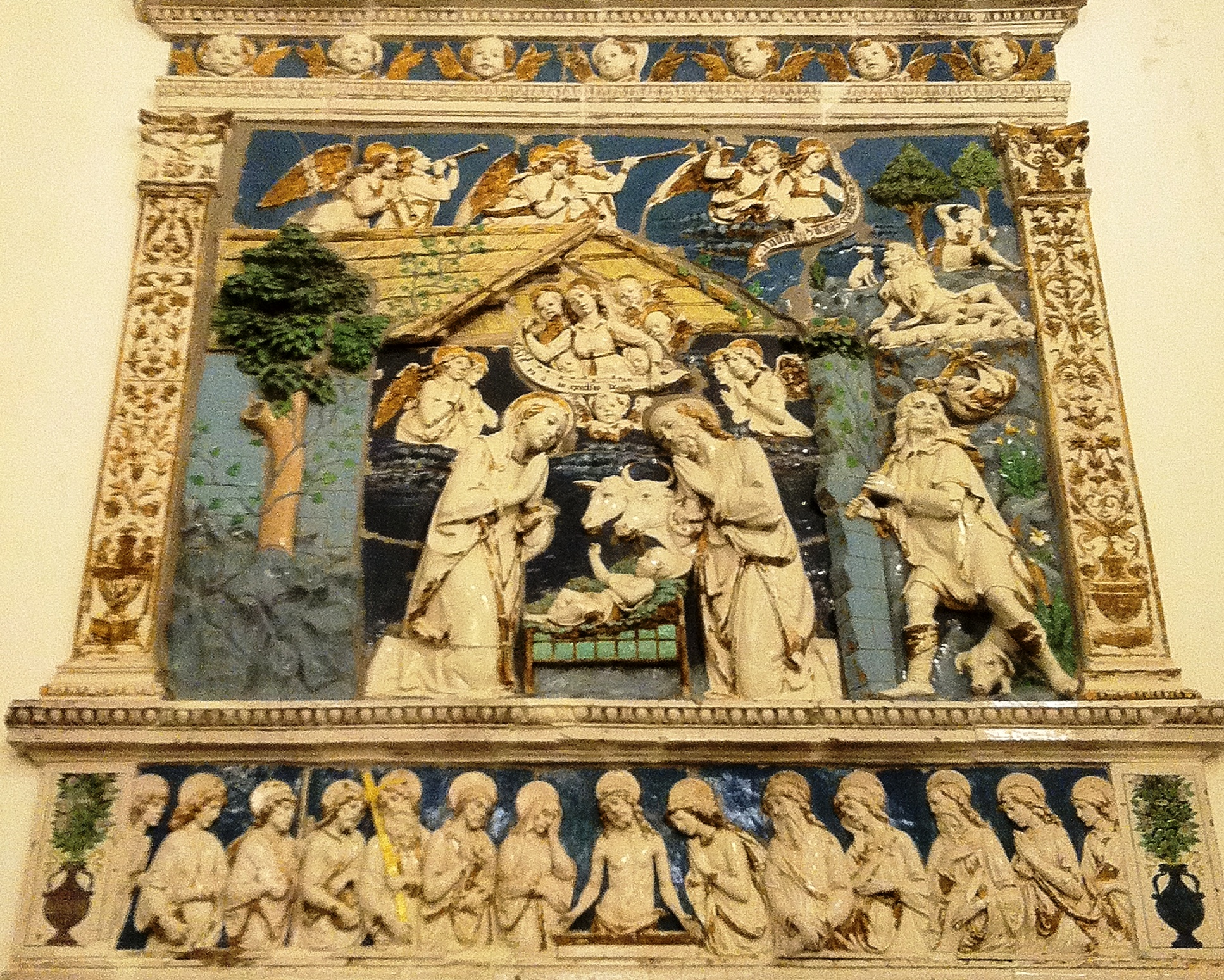
Natividad, Andrea della Robbia.

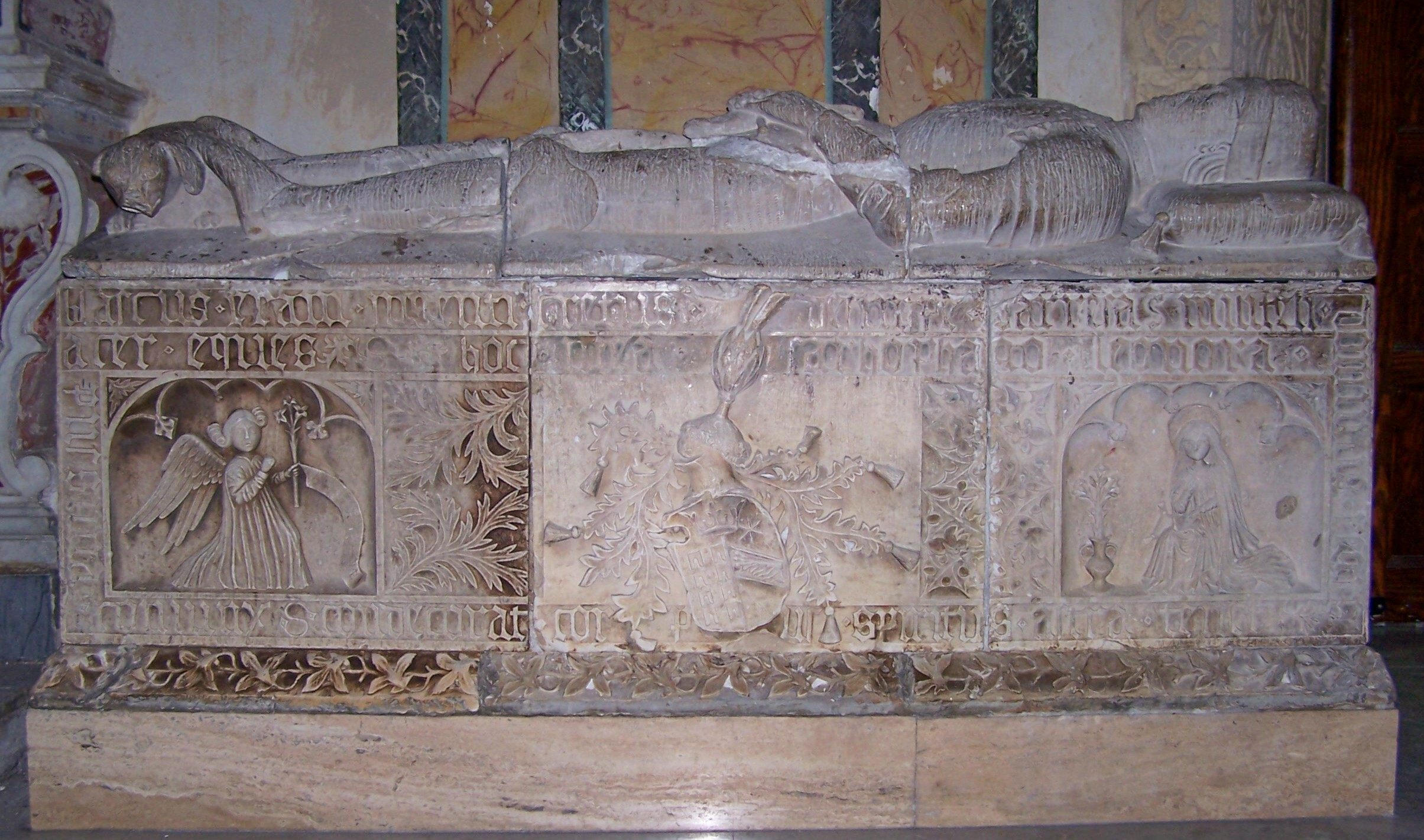
Sarcófago de Blasco II Barresi.

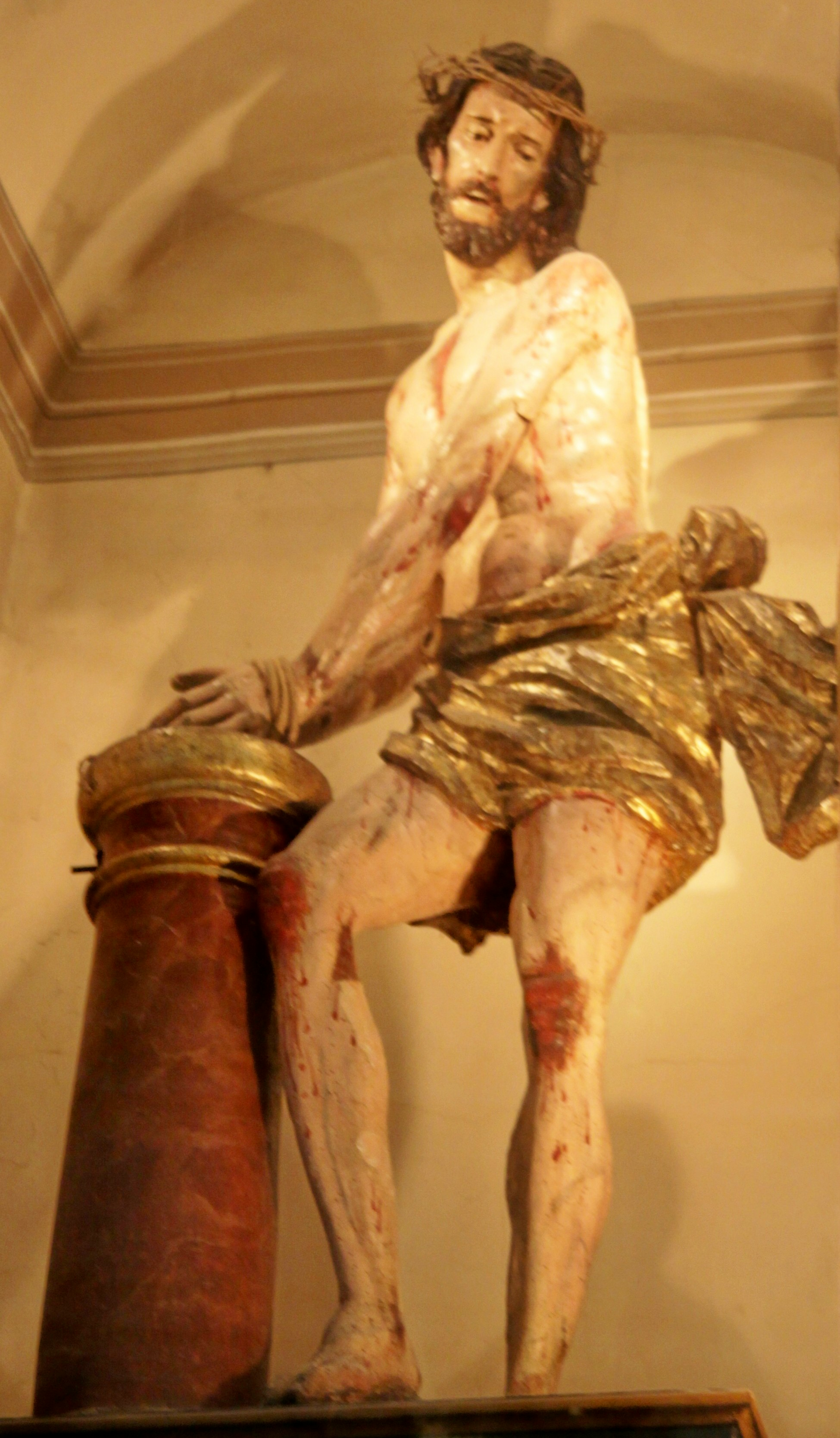
Cristo en la Columna, Gaetano Frazzetto.

### era borbónica
Construida a partir de 1722, para sustituir la antigua Basílica de Santa Maria della Stella destruida por el terremoto de Val di Noto en 1693, fue abierta al culto en 1741. Durante el largo período posterior al terremoto, la parroquia encontró un lugar temporal en la iglesia de San Pietro, luego en la iglesia de Sant'Antonio di Padova y luego en la iglesia de Sant'Antonio Abate. Dedicada a la Madonna della Stella, patrona principal de la ciudad, está situado en lo alto de una espectacular escalera y tiene una armoniosa fachada barroca llena de tallas flanqueada por un imponente campanario. El diseño de la fachada se debe al arquitecto Giuseppe Ferrara de Palazzolo Acreide, activo en el Val di Noto en los años posteriores al terremoto, mientras que los valiosos estucos del siglo XVIII que decoran el interior son de Onofrio Russo de Agrigento, alumno del famoso Giacomo Serpotta. Los elegantes pilares y arcos internos tienen el mismo perfil que los de la iglesia contemporánea del Santissimo Crocifisso en Noto.
En 1783, año del terremoto en el sur de Calabria, la fiesta patronal se hizo especialmente solemne, enriqueciéndola con espléndidos actos religiosos y lúdicos, en agradecimiento a la Virgen por haber preservado la ciudad de la furia destructiva del terremoto. Debido al terremoto de Messina de 1908, el templo estuvo temporalmente cerrado al culto. La sede parroquial se ubicó primero en la iglesia del Santissimo Sacramento al Circolo y luego en la iglesia de San Domenico. El edificio fue reparado a partir de 1909 gracias a la munificencia de Su Santidad Pío X.

### Época contemporánea
El 6 de septiembre de 1925, fue consagrada con rito solemne por el obispo de Caltanissetta, mons. Giovanni Jacono.
En 1929 se construyó la rectoría junto a la iglesia, creada a partir del derribo de la Iglesia de Sant'Antonio Abate.
El 8 de septiembre de 1954, bajo la parroquia del Arcipreste Mons. Francesco Iatrini, la muy venerada efigie de la Madonna della Stella fue coronada con una preciosa corona de oro por el Reverendo Capítulo Vaticano en presencia del clero, de las autoridades civiles y militares y de representantes del gobierno nacional.
El 11 de octubre de 1969, siendo párroco don Sebastiano Cataldo, por decreto de Mons. Carmelo Canzonieri, obispo de Caltagirone, la basílica es elevada a la dignidad de santuario mariano.
El 16 de septiembre de 1984, en presencia de Su Excelencia Mons. Vittorio Mondello, obispo de Caltagirone, se produjo el acto de entrega de la ciudad a la Madonna della Stella.
Después del terremoto del 13 de diciembre de 1990, también conocido como terremoto de Santa Lucía, la iglesia pasó por largos trabajos de consolidación estructural y restauración.
El 28 de junio de 2002 el monumento fue incluido en la lista del patrimonio mundial de Unesco .
En 2016 el Santuario fue objeto de importantes obras de restauración.
Desde el 22 de febrero de 2018, el Santuario de Santa Maria della Stella está unido con el vínculo de afinidad espiritual a la Basílica Papal liberiana de Santa Maria Maggiore.
El 8 de septiembre de 2024, al final del Solemne Pontificio, el alcalde de Militello donó a María SS. de la Estrella, Patrona Principal, las Llaves de la Ciudad.

## Interior
El aparato pictórico fue creado por Giuseppe Barone en 1947 con la creación del ciclo de frescos que representan la Presentación en el Templo, la Anunciación, la Coronación de la Santísima Virgen, la Huida a Egipto y la Apoteosis. 

### Nave derecha
- Primera bahía: capilla de Sant'Anna. Altar de Sant'Anna, espacio definido por un acto de devoción de la familia Iatrini. Cerca, la pequeña puerta conduce a la rectoría.
- Segundo tramo: capilla de San Gaetano. Altar de San Gaetano da Thiene, artefacto de la iglesia de San Domenico, el lienzo es obra del sacerdote Antonino Scirè. Entorno definido por acto de devoción de la familia Reforgiato.
- Tercer tramo: capilla de la Asunción. En el edículo se encuentra la Apoteosis de María representada entre ángeles, un fresco realizado por Giuseppe Barone. Las estructuras de mármol policromado proceden de la iglesia de San Domenico, donde constituían el altar mayor.
  - Púlpito rematado por dosel.
- Cuarto tramo: capilla de la Magdalena Penitente. Ambiente definido por el acto de devoción de la familia Baldanza caracterizado por el monumento funerario de Carlo Barresi retratado de rodillas.
- Quinta crujía: Capilla de la Natividad. En la pared se encuentra el Nacimiento en cerámica vidriada, obra maestra de Andrea della Robbia, obra de Santa Maria la Vetere. El retablo fue adquirido por Antonio Piero Barresi, señor de Militello, en junio de 1487. La pieza costó 101 florines, de los cuales 31 correspondían a los gastos de envío desde el puerto de Livorno, transporte realizado por la empresa Strozzi.

En el bajorrelieve, entre pilastras con adornos de candelabros, está representada la cabaña de Belén, arriba una hueste de ángeles musicales que portan un pergamino con la inscripción "Nuntio vobis gaudium magnum", un mensaje dirigido a los pastores. En el interior de la cabaña está representada la Sagrada Familia adorando al Niño, encima otros ángeles con el pergamino que lleva la inscripción " Gloria in excelsis Deo " y un pastor con su carga. El registro superior consta de una luneta con el Padre Eterno sosteniendo el libro que contiene las letras "Α y Ω", personaje representado entre ángeles adoradores y huestes de querubines vitoreadores. En el registro inferior o predela se representa a Jesús Resucitado entre María y los doce Apóstoles. Originalmente, todo el retablo estaba revestido de oro puro, del que ahora sólo se pueden ver rastros ennegrecidos. De la comparación de las obras del mismo taller se desprende claramente que el artefacto de Militello constituye la obra maestra más animada y repleta de personajes presentes de la peculiar producción toscana.

### Nave izquierda
- Primer tramo: El área utilizada como baptisterio alberga la pila bautismal dominada por la pintura de Pietro da Mineo que representa el Bautismo de Jesús .
- Segundo tramo: Capilla de San Juan de Dios. El objeto de mármol procede de la iglesia de Sant'Antonio Abate. El entorno alberga el monumento funerario del marqués de Militello Don Vincenzo Barresi- Branciforte, primer marqués de Militello, obra de 1567.
- Tercer tramo: paso lateral izquierdo. El portal probablemente procede de la iglesia de Santa Maria la Vetere y lleva la fecha de 1506 en la parte exterior. En este entorno se ubica el sepulcro de Blasco II Barresi, del siglo XV . El personaje, que murió en 1461, está representado con armadura militar: la cabeza apoyada en un rico cojín, la espada sostenida a lo largo de las extremidades inferiores, los pies colocados junto al fiel perro agachado en actitud dormida. En la losa frontal del sarcófago rematado por la figura yacente, el episodio bíblico de la Anunciación reproducido en dos paneles delimita el escudo familiar situado en el centro.
- Cuarto tramo: Capilla del Ecce Homo . La sala alberga la hornacina que contiene el Cristo flagelado o Cristo en la Columna del escultor Frate Umile da Petralia,  obra en madera y cáñamo del siglo XVII procedente de la iglesia de Sant'Antonio Abate.
- Quinta crujía: Capilla de San Bartolomeo. El alzado alberga un retablo de 1694 que representa el Martirio de San Bartolomeo enmarcado en un monumental marco de madera dorada de 1703, obra encargada por los trabajadores de los curtidores de cuero, activos en Militello, en honor a su santo patrón.

### Sacristía - Tesorería
La Sacristía-Tesoro del Santuario conserva mobiliario sagrado de plata (siglos XV - XVIII) de la iglesia parroquial y de sus iglesias filiales, el kit de plata y oro de la estatua de la Madonna della Stella, exvotos de oro, vestimentas de seda y oro (siglos XVII). - Siglo XVIII) y aparatos de damasco, imágenes sagradas, entre ellas un San Pablo de Giovan Battista Baldanza de 1644, el monumental políptico del siglo XV que representa a San Pedro en la silla y relatos de su vida, atribuidos a Antonello da Messina o al Maestro de la Cruz de Piazza Armerina, un cuadro de Vito D'Anna que representa la Inmaculada Concepción, y otros lienzos valiosos, como una Virgen de la Estrella de Giacinto Platania (siglo XIX XVII).

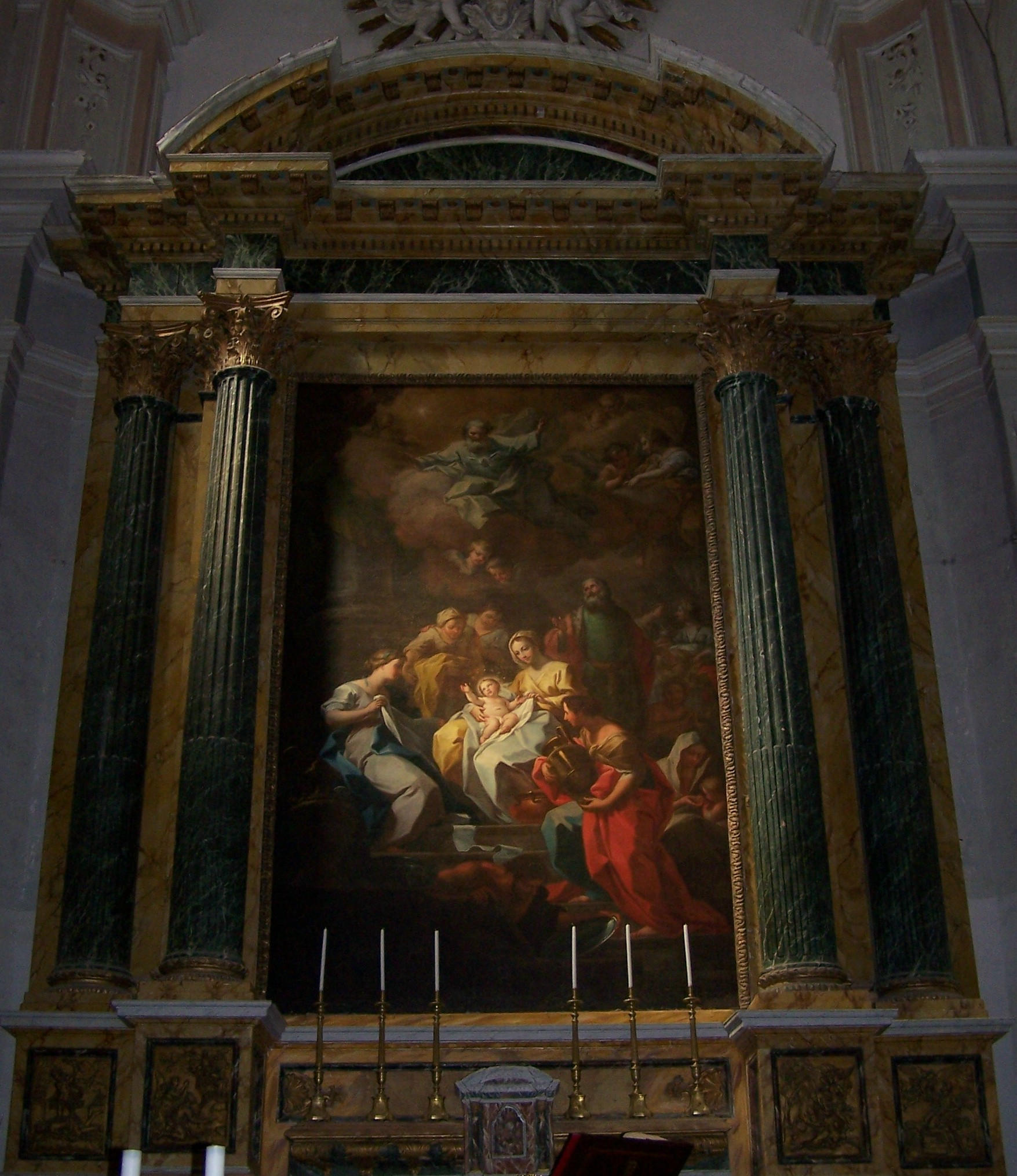
Natividad de María de Olivio Sozzi
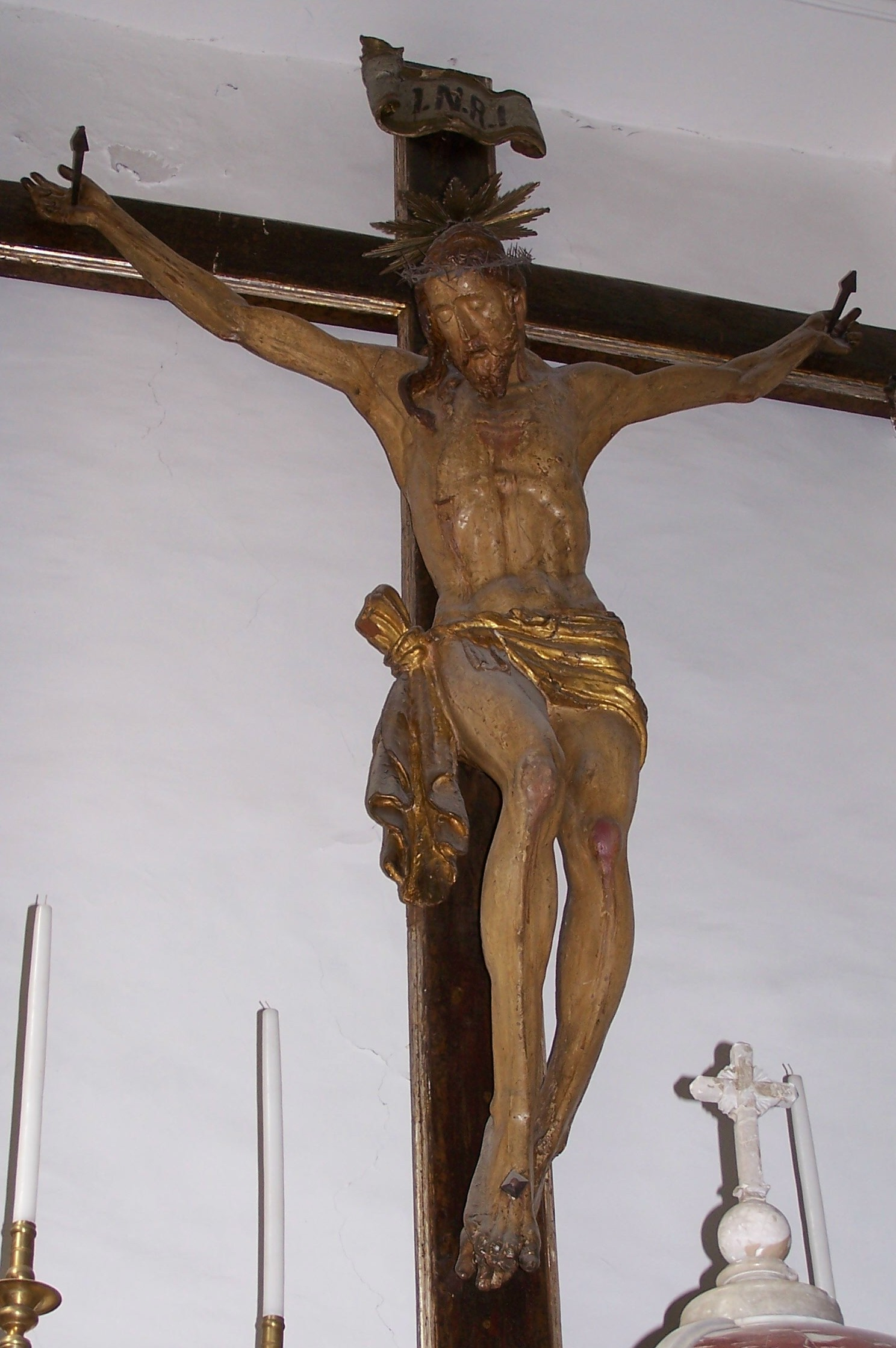
Crucifijo
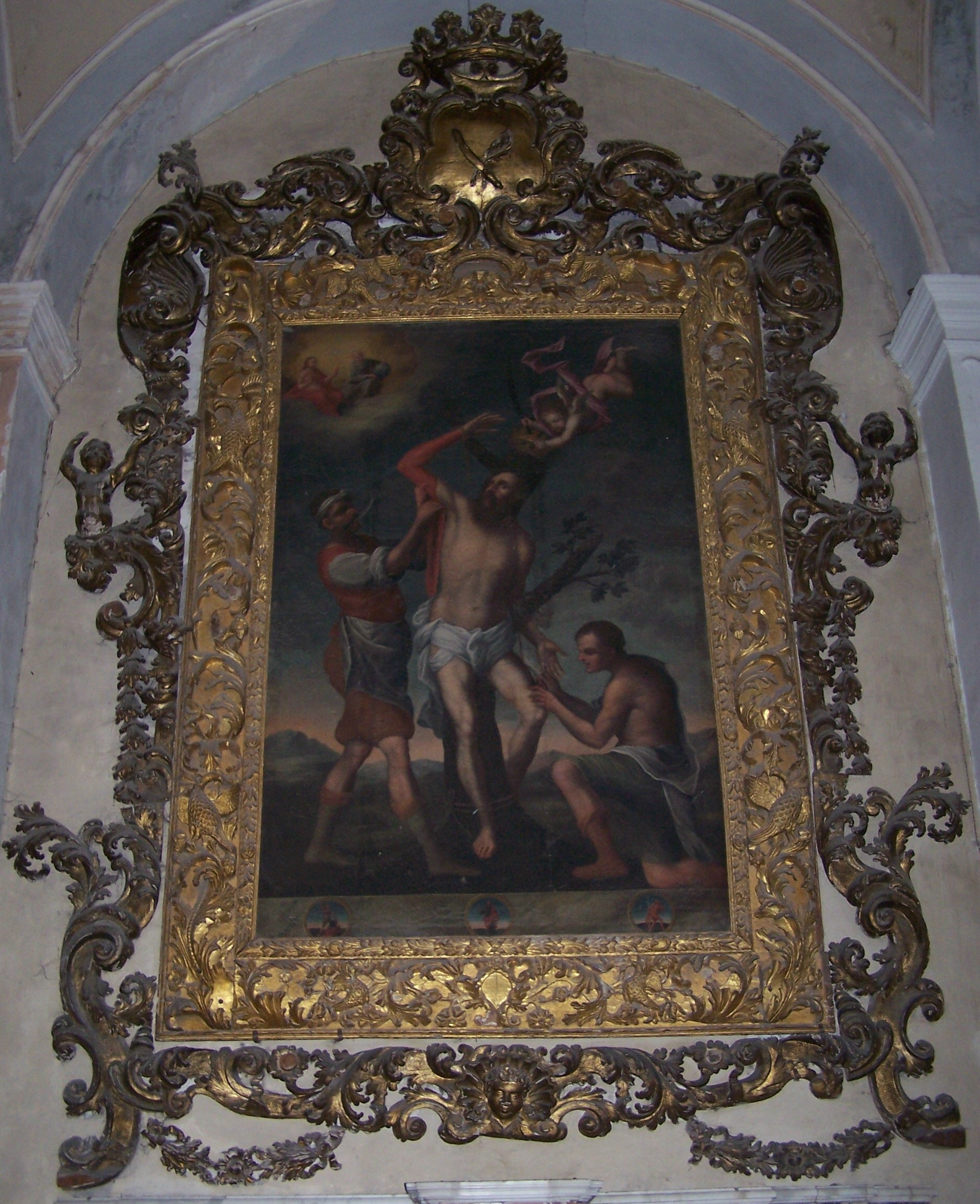
Martirio de San Bartolomé
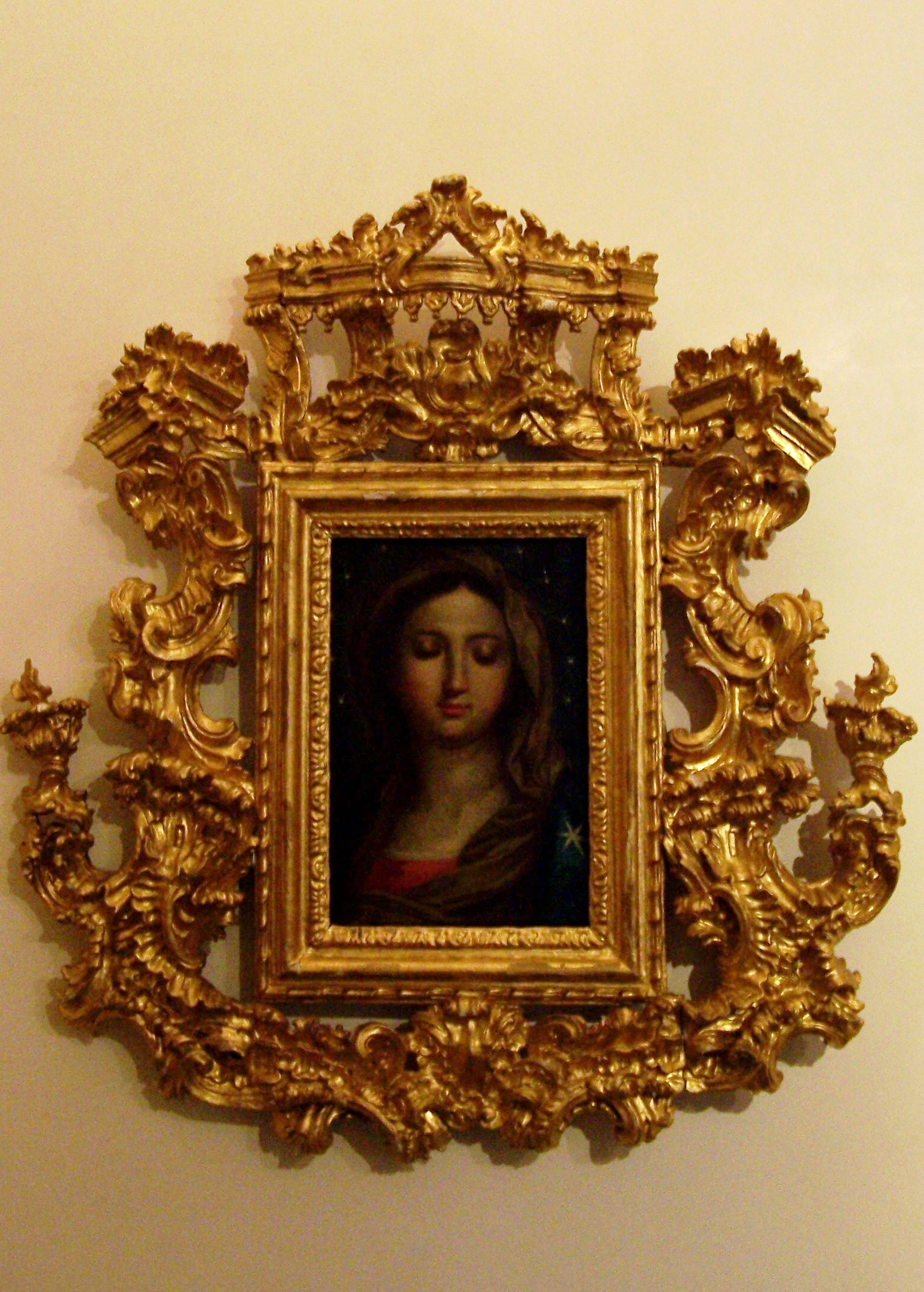
Inmaculada de Vito D'Anna
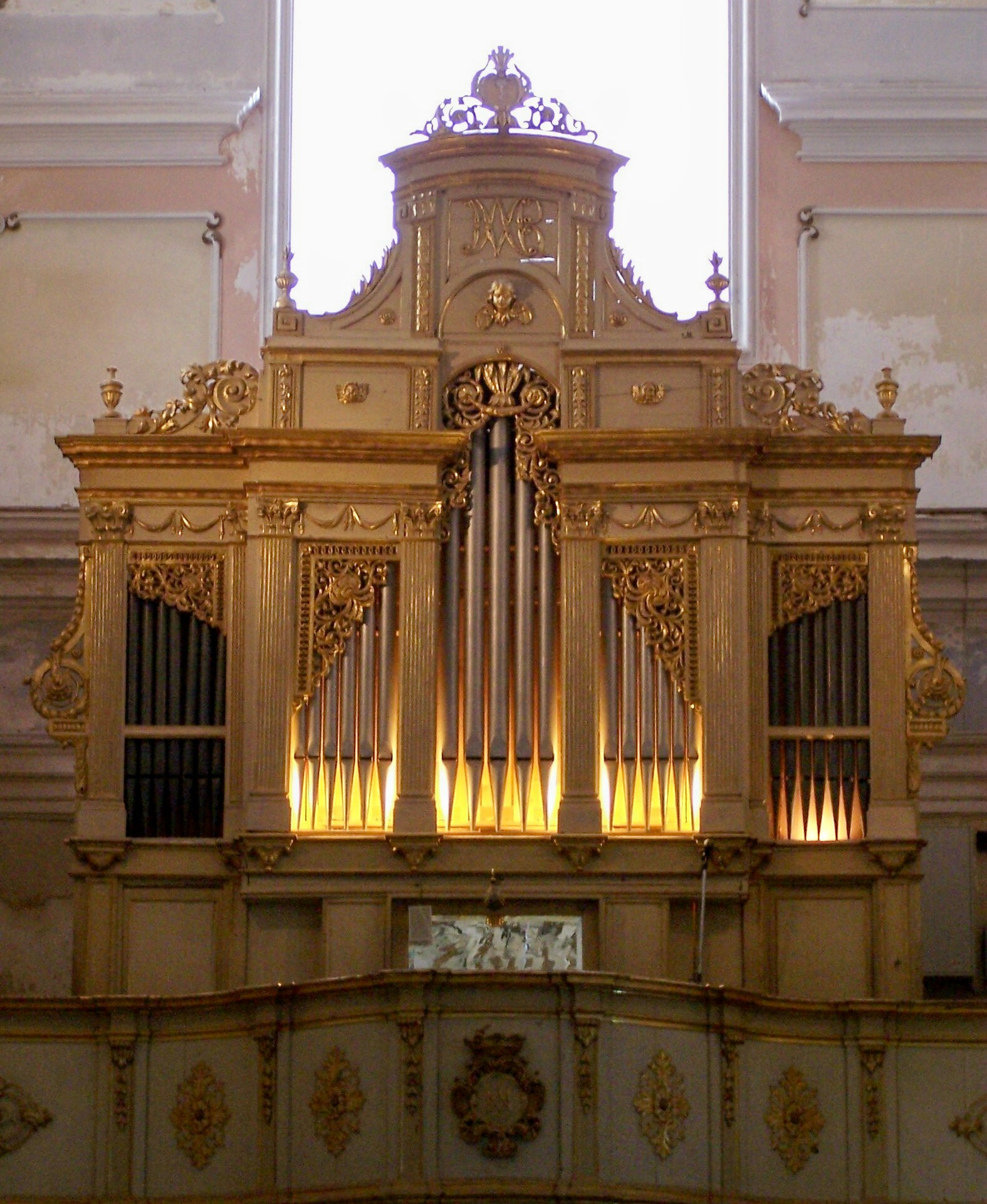
Órgano
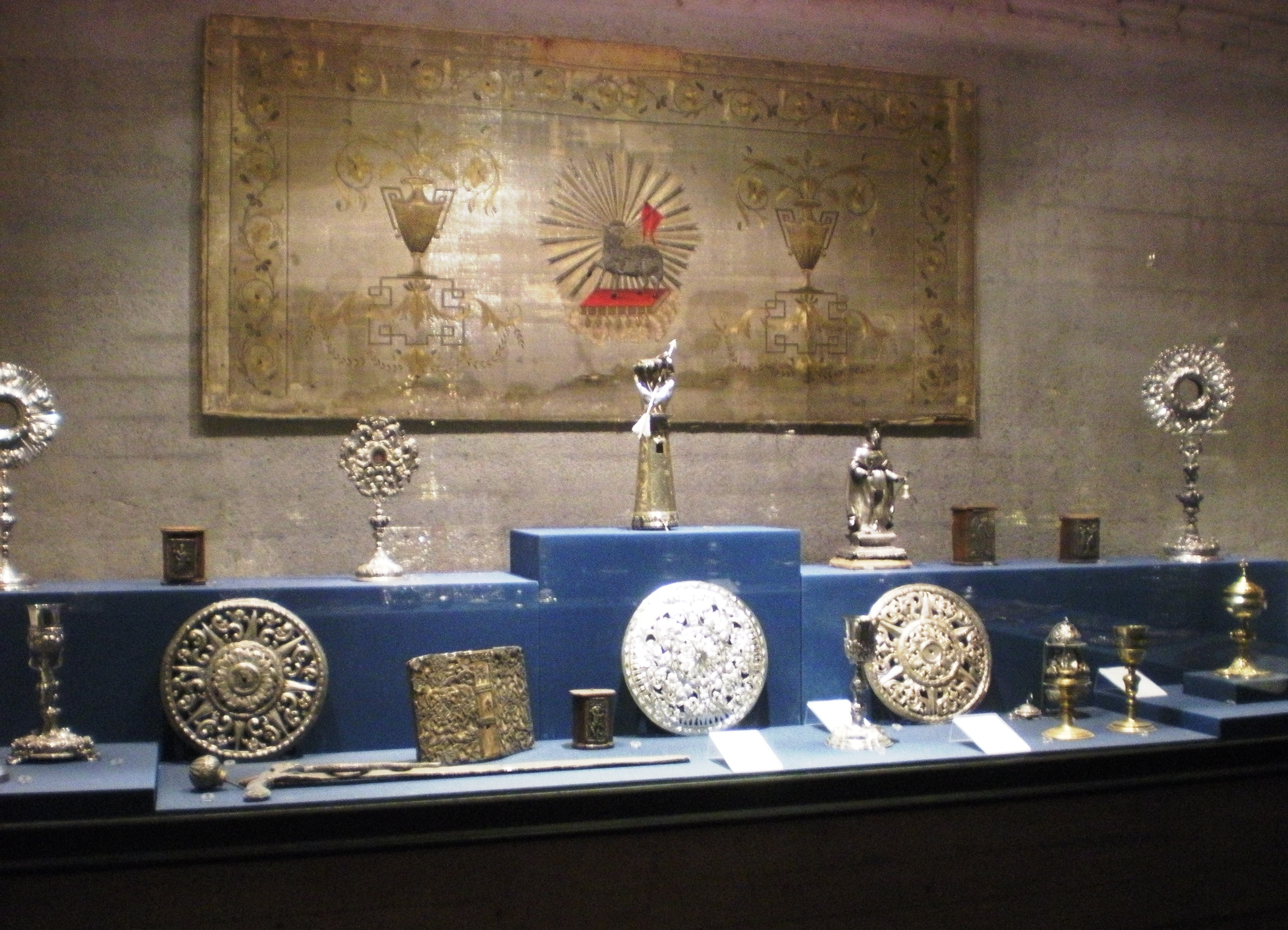
Tesoro de Santa María della Stella